# Živa Vadnov
Živa Vadnov, slovenska podjetnica ter nekdanji fotomodel in televizijska voditeljica, * 25. junij 1982, Preserje, Brezovica
Leta 2004 je kot študentka sociologije osvojila naslov Miss Slovenije 2004. K prijavi na tekmovanje jo je spodbudil fotograf Tomaž Ostanek, gnala jo je tudi radovednost.
Bila je ena znanih Slovencev, ki so nastopili v seriji oddaj Uživajmo v zdravju programa CINDi Slovenija (Inštitut za varovanje zdravja).
Bila je femme fatale leta 2005. Za slovensko izdajo revije Playboy je pozirala kot sanjsko dekle.
Leta 2014 je diplomirala na temo manekenstva na Fakulteti za družbene vede v Ljubljani. S kolegom ima na podlagi lastnih izkušenj agencijo za casting.

## Mladost
Ima dva brata in sestro. Odraščala je v rodnem Preserju pod Krimom, kjer je obiskovala osnovno šolo. Ime ji je dal oče, ki je bil ob njenem rojstvu že v zrelih letih. Starša sta se ločila. Bila je članica prostovoljnega gasilskega društva.

## Kariera

### Udeležba na lepotnih tekmovanjih, manekenstvo in ples
Nastopala je v plesni skupini Diesel.
Pred naslovom miss Slovenije je bila Miss revije Študent in v finalu Miss Hawaiian Tropic Slovenije 2003.

### Vodenje oddaj in prireditev
Nekaj časa je bila voditeljica na TV Paprika (Bonboniera, Pesem poletja). Povezovala je izbor Lepa soseda 2007.
Bila je sovoditeljica izobraževalne oddaje Slovenski vodni krog na RTV Slovenija.

### Stiki z javnostmi in promocija
Vodila je službo za stike z javnostjo pri Studiu Moderna, promovirala je njihovo blagovno znamko Dormeo.

### Samostojno podjetništvo
Ko je dobila drugega otroka, je pustila službo PR-ovke in zopet šla med samostojne podjetnike. Sodelovala je s podjetniško mrežo CEED Slovenija in ameriško gospodarsko zbornico. Meni, da ji je naslov miss odprl vrata in dal samozavest.

## Zasebno življenje
S prvim možem, Klemnom Brancljem, se je ločila, z drugim ima dva sinova in hčer. Visoka je 171 centimetrov.